# 浄岡広島
浄岡 広島（きよおか の ひろしま、生没年不詳）は、奈良時代の貴族・医師。氏は清岡とも記される。姓は連。官位は従五位下・典薬頭。

## 経歴
淳仁朝の天平宝字7年（763年）、村国子老・贄土師沙弥麻呂らとともに正六位上から外従五位下に昇叙される。藤原仲麻呂の乱の際の動勢は不明だが、称徳朝では記録に現れていないため、その間、不遇であったものと思われる。その後、時期は不明だが光仁朝では老齢の天皇の侍医になり、侍医のまま、丹後介・典薬頭を歴任し、その間の宝亀6年（776年）正月には従五位下に叙爵している。

## 官歴
『続日本紀』による。
- 時期不詳：正六位上
- 天平宝字7年（763年）正月9日：外従五位下
- 宝亀5年（774年）3月7日：丹後介
- 宝亀6年（775年）正月16日：従五位下
- 宝亀9年（778年）8月20日：典薬頭